# اندیس سه در
سه در یک اندیس فلزی است که در حوالی شهر بهاباد استان کرمان قرار دارد و مادهٔ معدنی موجود در آن، سرب و روی است.  